# Tiffany Tatum
Tiffany Tatum (Budapest, 14 de agosto de 1997) es una actriz pornográfica y modelo erótica húngara.

## Biografía
Ingresó en la industria del cine para adultos en 2017, cuando contaba 19 años, siendo representada en sus comienzos como actriz para productoras europeas por la agencia de talentos Brill Babes. Como actriz ha trabajado con estudios europeos y estadounidenses como Marc Dorcel, Private, Jules Jordan Video, Vixen, Evil Angel, Penthouse, X-Art, 21Sextury, Blacked, Tushy, Reality Kings, Brazzers o Mofos, entre otros.
En 2018 recibió sus dos primeras nominaciones en los Premios XBIZ Europa, en las categorías de Mejor escena de sexo glamcore por Fashion and Anal y a la Mejor escena de sexo lésbico por Lesbian Romance.
En 2019 recibió sus primeras nominaciones en los Premios AVN a la Artista femenina extranjera del año así como en la categoría de Mejor escena de sexo lésbico grupal en producción extranjera por Girl Crush Up Close. Ese mismo año, en los Premios XBIZ de Europa fue nominada en tres ocasiones: a la Artista femenina del año y en las categorías de Mejor escena de sexo lésbico por Bad Girls Lesbian Addiction y a la Mejor escena de sexo en película protagonista por Rocco's Time Master: Sex Witches.
También en julio de 2019 apareció en una sesión fotográfica para la revista Hustler junto a Zazi Skimma.
En 2020 fue nominada conjuntamente en los Premios AVN y XBIZ a la Artista femenina extranjera del año, obteniendo así mismo en los AVN otra nominación a la Mejor escena de sexo lésbico grupal en producción extranjera por Bacchanalia.
Ha rodado más de 680 películas como actriz.

## Premios y nominaciones
| Año  | Ceremonia           | Resultado | Premio                                                       | Trabajo                               |
| ---- | ------------------- | --------- | ------------------------------------------------------------ | ------------------------------------- |
| 2018 | Premios XBIZ Europa | Nominada  | Mejor escena de sexo glamcore                                | Fashion and Anal                      |
| 2018 | Premios XBIZ Europa | Nominada  | Mejor escena de sexo lésbico                                 | Lesbian Romance                       |
| 2019 | Premios AVN         | Nominada  | Artista femenina extranjera del año                          | —                                     |
| 2019 | Premios AVN         | Nominada  | Mejor escena de sexo lésbico grupal en producción extranjera | Girl Crush Up Close                   |
| 2019 | Premios XBIZ Europa | Nominada  | Artista femenina del año                                     | —                                     |
| 2019 | Premios XBIZ Europa | Nominada  | Mejor escena de sexo lésbico                                 | Bad Girls Lesbian Addiction           |
| 2019 | Premios XBIZ Europa | Nominada  | Mejor escena de sexo en película protagonista                | Rocco's Time Master: Sex Witches      |
| 2020 | Premios AVN         | Nominada  | Artista femenina extranjera del año                          | —                                     |
| 2020 | Premios AVN         | Ganadora  | Mejor escena de sexo lésbico grupal en producción extranjera | Bacchanalia                           |
| 2020 | Premios XBIZ        | Nominada  | Artista femenina extranjera del año                          | —                                     |
| 2020 | Premios XBIZ Europa | Nominada  | Artista femenina del año                                     | —                                     |
| 2020 | Premios XBIZ Europa | Nominada  | Mejor escena de sexo en película protagonista                | A Perfect Woman                       |
| 2020 | Premios XBIZ Europa | Nominada  | Mejor escena de sexo glamcore                                | Russian Institute: The Superintendant |
| 2020 | Premios XBIZ Europa | Nominada  | Mejor escena de sexo gonzo                                   | Rocco's True Stories 2                |
| 2020 | Premios XBIZ Europa | Ganadora  | Mejor escena de sexo gonzo                                   | My Name is Zaawaadi                   |
| 2020 | Premios XBIZ Europa | Nominada  | Mejor escena de sexo lésbico                                 | Bacchanalia                           |
| 2021 | Premios AVN         | Nominada  | Artista femenina extranjera del año                          | —                                     |
| 2021 | Premios AVN         | Nominada  | Mejor escena de sexo en producción extranjera                | Join Us                               |
| 2021 | Premios XBIZ Europa | Nominada  | Artista femenina del año                                     | —                                     |
| 2021 | Premios XBIZ Europa | Nominada  | Mejor escena de sexo lésbica                                 | Cherry's Anal Beauties                |
| 2021 | Premios XBIZ Europa | Ganadora  | Mejor escena de sexo lésbica                                 | Catch Me If You Can                   |
| 2023 | Premios AVN         | Nominada  | Mejor escena de sexo de chico/chica en producción extranjera | Rocco's Psycho Teens 17               |
| 2024 | Premios AVN         | Nominada  | Artista femenina extranjera del año                          | —                                     |
| 2025 | Premios AVN         | Nominada  | Artista femenina extranjera del año                          | —                                     |
| 2025 | Premios AVN         | Nominada  | Mejor escena de sexo lésbico grupal en producción extranjera | From Another World                    |